# The Cat and the Canary (film din 1927)
The Cat and the Canary (română Pisica și canarul) este un film horror mut american din 1927, adaptare a comediei negre scrise de dramaturgul John Willard. Filmul a fost realizat de regizorul Paul Leni, adept al expresionismului german și îi are în rolurile principale pe Laura Le Plante, Forrest Stanley și Creighton Hale. Povestea se desfășoară în jurul citirii testamentului unui bogătaș, la 20 de ani de la moartea sa. Annabelle West (Laura Le Plante) este declarată moștenitoarea averii la ora 12 noaptea, spre dezamăgirea celorlalte rude; din acel moment, lucruri neobișnuite încep să se întâmple în casă, spre neliniștea musafirilor. În același timp, află de evadarea unui bolnav psihic de la un azil din apropiere, poreclit „the Cat” (română Pisica) după modul în care își ucide victimele.
The Cat and the Canary face parte dintr-un gen de comedii horror inspirate de piesele de teatru din Broadway-ul anilor 1920. Adaptarea lui Paul Leni după piesa lui Willard a amestecat expresionismul cu umorul, un stil ce l-a făcut pe acesta cunoscut, fiind recunoscut de critici ca fiind unic. Acesta a influențat puternic mai multe filme horror realizate între anii 1930 - 1950. The Cat and the Canary a fost de asemenea una din primele producții horror create de Universal Pictures, fiind considerată „piatra de temelie a școlii de horror Universal”.

## Acțiunea filmului
Într-un conac din apropierea râului Hudson, milionarul Cyrus West se află pe patul de moarte. Rudele sale lacome se poartă de parcă ar fi „pisici înconjurând un canar”, lucru ce l-a adus pe West în pragul nebuniei. West ordonă ca testamentul său să fie închis într-un seif și deschis abia la 20 de ani după deces. Momentul respectiv apropiindu-se, avocatul lui West, Roger Crosby (Tully Marshall), descoperă două testamente în seif, deși doar unul singur fusese închis; descoperă că cel de-al doilea avea să fie citit doar dacă termenii primului nu aveau să fie respectați. Îngrijitoarea conacului, Mammy Pleasant (Martha Mattox) consideră că cel de-al doilea testament a fost introdus în seif de fantoma lui Cyrus West, lucru luat în râs și negat de avocat.
Miezul nopții apropiindu-se, rudele lui West ajung la conac: nepoții Harry Blythe (Arthur Edmund Carewe), Charles „Charlie” Wilder (Forrest Stanley), Paul Jones (Creighton Hale), sora Susan Sillsby (Flora Finch) și fiica ei, Cecily Young (Gertrude Astor), și nepoata Annabelle West (Laura La Plante). La dorința lui Cyrus West, averea este lăsată celei mai îndepărtate rude, Annabelle. Testamentul stipulează totuși că pentru a intra în posesia moștenirii, trebuie să treacă un test psihologic, realizat de doctorul Ira Lazar (Lucien Littlefield). Dacă se dovedește că are probleme psihice, averea îi este lăsată persoanei numite în al doilea testament. Averea includea și diamantele West, pe care unchiul ei le ascunsese cu mulți ani în urmă. Annabelle realizează că se află, precum unchiul ei, „într-o cușcă înconjurată de pisici”.
În timp ce familia se pregătește de cină, un gardian (George Siegmann), intră și îi anunță că un bolnav psihic, numit „pisica”, a evadat de la un azil din apropiere și se află în grădina casei sau chiar în casă. Gardianul le povestește că nebunul și-a primit numele deoarece „se crede pisică și își sfâșie victimele, parcă ar fi canari!” Crosby crede că cineva din familie ar putea s-o rănească pe Annabelle și decide să-i spună cine îi este succesor. Înainte să rostească numele, o mână păroasă cu unghii lungi apare dintr-un pasaj secret din bibliotecă și-l trage pe avocat, speriind-o pe Annabelle. Când le explică celorlalți ce s-a întâmplat cu Crosby, familia trage concluzia că e nebună.

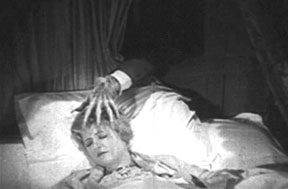
O mână misterioasă apare din perete, încercând să fure colierul purtat de Annabelle West.

În timp ce Annabelle doarme, aceeași mână misterioasă iese din peretele din spatele patului și fură colierul cu diamante, pe care aceasta îl găsise ascuns în camera unchiului. Trezindu-se speriată, își cheamă rudele, care sunt tot mai convinse că a înnebunit, însă când Harry și Annabelle verifică pereții camerei, descoperă un loc secret, din care cade cadavrul lui Roger Crosby. Mammy Pleasant pleacă pentru a chema poliția, în timp ce Harry caută gardianul; Susan devine isterică și fuge din casă, găsindu-l pe lăptar (Joe Murphy), pe care îl convinge s-o ia cu el. Paul și Annabelle se întorc în cameră pentru a căuta al doilea testament, ce se afla asupra lui Crosby, dar descoperă că avocatul dispăruse. Paul intră în pasajul secret, unde este atacat de Pisică, care-l lasă inconștient. Când își revine, fuge înapoi, ajungând la timp pentru a o salva pe Annabelle. Poliția sosește și arestează Pisica, care se dovedește a fi Charlie Wilder deghizat, iar gardianul este complicele. Wilder era persoana numită în cel de-al doilea testament, și dorea s-o înnebunească pe Annabelle pentru a moșteni el averea. Annabelle și Paul rămân împreună.

## Producția
The Cat and the Canary este produsul expresionismului german de la începutul secolului XX. Potrivit istoricului de artă, Joan Weinstein, expresionismul este un termin definit vag, care include stilurile cuprinse de Die Brücke și Der Blaue Reiter, cubism, futurism, și abstract. Elementul cheie care leagă aceste stiluri este dorința de exprimare a sentimentelor interioare în favoarea verosimilitudinii naturii. Istoricul de film Richard Peterson a declarat că „Cinematografia germană a devenit cunoscută pentru poveștile horror psihologice și pentru emoții stranii, generate prin lumi, amenajarea decorului și unghiul camerei de filmat.” Aceste tehnici de filmare a atras teme expresioniste. Exemple influente ale expresionismului german includ Cabinetului doctorului Caligari (1920) de Robert Wiene, ce prezintă un doctor bolnav psihic și Das Wachsfigurenkabinett (1925) de Paul Leni, despre o expoziție de figuri de ceară la un bâlci.
Das Wachsfigurenkabinett l-a impresionat pe Carl Laemmle, originar din Germania, președintele Universal Pictures. A mai fost impresionat de îndepărtarea lui Leni de expresionism prin folosirea umorului în timpul scenelor grotești. În Statele Unite, One Exciting Night (1922) de D. W. Griffith a început o modă a horror-ului gotic, de care Laemmle a vrut să profite; următoarele filme ale genului, precum filmul lui Frank Tuttle, Puritan Passions (1923), filmele The Monster (1925) și The Bat (1926) ale lui Roland West și The Gorilla (1927) a lui Alfred Santell — toate comedii horror adaptate după producții de pe Broadway — s-au dovedit a fi de succes.
Laemmle și-a îndreptat atenția către piesa de succes a lui John Willard, The Cat and the Canary, ce spune povestea unei moștenitoare a cărei familii încearcă s-o înnebunească pentru a-i fura moștenirea. Willard a fost inițial reticent să-l lase pe Laemmle să folosească piesa, deoarece, precum a explicat istoricul Douglas Brode, „ar fi expus practic tuturor sfârșitul,  … distrugând potențialul piesei de a mai realiza bani.” Willard s-a lăsat convins într-un final, iar piesa de teatru a fost adaptată într-un scenariu de film, de către Alfred A. Cohn și Robert F. Hill.

### Distribuția

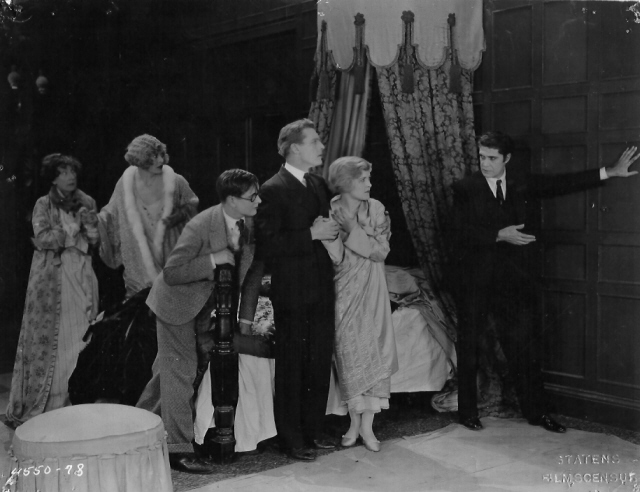
Distribuția filmului (de la stânga): Flora Finch, Gertrude Astor, Creighton Hale, Forrest Stanley, Laura La Plante, și Arthur Edmund Carewe.

Distribuția filmului The Cat and the Canary include veterani precum Laura La Plante, Creighton Hale și Forrest Stanley. La Plante apăruse în mai multe de 50 de producții înainte să joace în The Cat and the Canary. Potrivit istoricului de film Gary Don Rhoder, rolul ei în film a fost unul tipic pentru femei în filmele de groază și de suspans: „Femeia în filmul horror  ... devine cea bântuită. Nu are multe de făcut, așa că apare întrebarea: «Ce se va întâmpla cu ea?»”. Rhodes adaugă: „Eroinele sunt tinere și frumoase, dar reprezintă mai mult un premiu posedat — «furat» de ticălos sau «avut» de eroul filmului la final”. După The Cat and the Canary, La Plante și-a menținut cariera la Universal, dar a fost descrisă ca fiind o „victimă a filmelor vorbite”. A primit o stea pe Hollywood Walk of Fame în 1996.
Universal l-a ales pe actorul irlandez Creighton Hale pentru a-l interpreta pe erou, Paul Jones, vărul lui Annabelle. Hale a apărut în 64 de filme mute înainte de acest rol, notabil în serialul din 1914 The Exploits of Elaine și filmele lui D. W. Griffith, Way Down East (1920) și Orphans of the Storm (1921). Rolul lui Hale în această producție a fost unul comic. Potrivit criticului John Howard Reid, acesta „se izbește mereu în mobilă sau se află într-o poziție riscantă sub un pat sau luptându-se cu obiecte răzlețe precum cărți căzând sau cearceafuri uriașe.” Hale a avut probleme să-și continue cariera, odată cu introducerea filmelor cu sonor, majoritatea rolurilor sale devenind mici.
Charles Wilder a fost jucat de Forrest Stanley, ce apăruse în filme ca  Bavu (1923), Through the Dark (1924) și Shadow of the Law (1926). După The Cat and the Canary, Stanley a jucat roluri mai mic, în filme precum  Show Boat (1936) și Curse of the Undead (1959), apărând și în serialele Alfred Hitchcock Presents, Studio 57 sau Gunsmoke.
Actorii care au jucat personajele secundare au fost considerați de istoricul de film Thomas Schatz ca fiind de mâna a doua, deși alți critici i-au descris ca fiind „excelenți”. Tully Marshall a interpretat rolul avocatului Roger Crosby, Martha Mattox a fost distribuită în rolul menajerei sinistre și superstițioase Mammy Pleasant, iar Gertrude Astor și Flora Finch au jucat rolurile lui Cecily Young și respectiv, Aunt Susan Sillsby, ahtiate după moștenire. Lucien Littlefield a fost distribuit în rolul doctorului psihiatru Ira Lazar, personaj sinistru, asemănător personajului principal din Cabinetul doctorului Caligari.

### Regizarea
Precum se anticipase, regizorul Paul Leni a transformat piesa de teatru a lui Willard într-un film expresionist potrivit pentru publicul american. Istoricul Bernard F. Dick a observat că „Leni a redus expresionismul german, cu clarobscurul lui ciudat, decoruri asimetrice și stilizare excesivă, la un format compatibil cu practica de film americană.” Jenn Dlugos a considerat că „multe piese de teatru adaptate în filme în anii 1920, cad în capcana de a arăta ca «o piesă de teatru realizată pentru marele ecran», accentul căzând mai puțin pe decor, iar jocul actoricesc este exagerat.” The Cat and the Canary s-a dovedit a fi o excepție, Richard Scheib considerând că „stilul lui Leni are ceva care ridică The Cat and the Canary” fiind de părere că nu e „doar o piesă de teatru filmată și că „oferă un dinamism vizual uimitor”.
Leni a folosit efecte de cameră asemănătoare cu cele folosite în filmele aparținând expresionismului german, precum Cabinetul doctorului Caligari, pentru a crea atmosfera. Producția începe cu o mână ce șterge pânzele de păianjen pentru a se vedea genericul. Alte efecte includ „umbre dramatice, suprapunere prevestitoare și secvențe în care camera planează pe coridoare cu perdele umflate.” Leni a lucrat cu distribuția pentru a adăuga sentimentului creat de lumini și unghiul camerei. Directorul de imagine Gilbert Warrenton a povestit că Leni folosea un gong pentru a agita actorii.
Deși filmul conține elemente horror, potrivit istoricului de film Dennis L. White, este „structurat cu un sfârșit, altul decât unul de groază. Poate unele scene sunt horror, iar unele personaje trec prin experiențe de groază într-un mod dramatic, dar pentru aceste filme, indicii convenționale și o explicație logică, cel puțin o explicație plauzibilă în retrospectivă, sunt de obicei cruciale, și sunt prima grijă a realizatorilor filmului.”
Pe lângă faptul că a regizat, Leni a fost și proiectantul decorului. Decorul a fost creat de Leni și fabricat de Charles D. Hall, care avea să creeze decorurile pentru Dracula (1931) și Frankenstein (1931). Leni a dorit să evite realismul pentru modelele vizuale care reflectau trăirile personajelor: „Nu e realitate extremă, ceea ce camera percepe, dar realitatea evenimentului din interior, ceea ce e mai profund, mai de efect și mai emoționat decât ceea ce vedem zilnic ...”. Leni avea să mai regizeze The Chinese Parrot (1927), The Man Who Laughs (1928) și The Last Warning (1929) înainte să moară în 1929 de bacteriemie.

## Recepția și influența

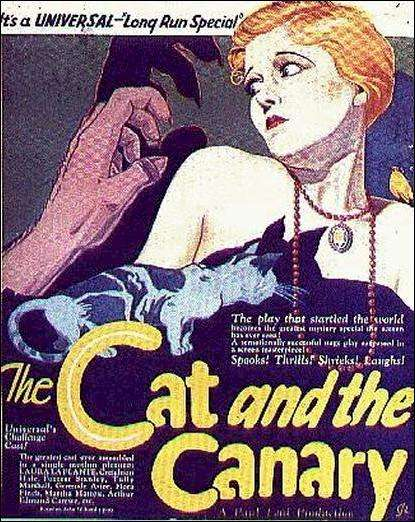
Acest poster pentru film pune accent pe titlu prin folosirea unei pisici și a unui canar; este de asemenea prezentă mâna sinistră, îndreptată către Annabelle.

The Cat and the Canary a debutat la Teatrul Colony din New York pe 9 septembrie 1927, și s-a dovedit a fi un succes comercial. În revista Variety s-au publicat următoare: „Ce distinge versiunea Universal de  ... piesă, este mânuirea inteligentă a lui Paul Leni a unei teme ciudate, introducerea unor decoruri și idei noi, cu care a devenit identificabil ... Filmul este puțin prea lung ... Totuși, este o producție mai mult decât satisfăcătoare.” Criticul de la ziarul New York Times a fost de părere că: „Acesta este un film ce ar trebui prezentat multor regizori, pentru a le arăta cum ar trebui o poveste spusă, căci D-l. Leni nu pare să depună efort. O face la fel de natural ca un bărbat ce-și sucește vârfurile mustății când meditează.” Istoricul de film Bernand F. Dick a subliniat următoarea idee: „exponenți ai Caligarismului, expresionism prin extremă  ... normal, s-ar crede că Leni a vulgarizat convențiile [expresionismului].” Dick a mai adăugat însă că „Leni doar a luminat [temele expresioniste] pentru a pătrunde în cinematografia americană fără bagajele unei mișcări spiralate de sub control.”
Critica contemporană a fost în general pozitivă. Michael Atkinson de la The Village Voice a comentat: „atmosfera abilă creată de Leni e practic o ideogramă de suspans narativ”; Chris Dashiell însă, a fost de părere că „totul e atât de exagerat, îi lipsește subtilitatea, astfel încât curând încetează să ne mai pese ce se întâmplă, în ciuda unor efecte relativ înspăimântătoare”, deși a recunoscut că filmul „a avut un impact mare asupra genului, și chiar Hitchcock l-a numit ca fiind o influență pentru el.” Tony Rayns l-a descris ca fiind „cel mai grozav film cu o casă bântuită ... Deși, înțelept, mizează pe râs, dar modul de a filma, similar cu cel al lui Murnau provoacă un frison. Este, de fapt, foarte interesant.” John Calhoun a fost de părere că ceea ce face filmul să fie, atât „important”, cât și „influent”, a fost „abilitatea stranie a lui Leni de a scoate la lumină elementele de slapstick ale perioadei în convențiile răsuflate ale poveștii: panourile glisante și disparițiile sunt atât de rapide și măsurate la fix, încât filmul pare o farsă de primă clasă  ... Totuși, Leni nu a scurtcircuitat aspectele înspăimântătoare”.
Deși nu a fost primul film a cărei acțiune se desfășoară într-o casă presupus bântuită, The Cat and the Canary a stabilit tiparul pentru genul de film cu o „casă veche, întunecată”. The Old Dark House (1932), regizat de James Whale, a fost puternic influențat de această producție, Evenimentele supranaturale din film sunt explicate la final, ca având explicații logice. Alte filme influențate de The Cat and the Canary includ The Last Warning, House on Haunted Hill (1959) și filmele cu monștrii din seriile cu Abbott și Costello și Stan și Bran.
O variantă color a fost lansată pe casetă video și DVD în 1997, respectiv 2005, de către Image Entertainment. Versiunea originală în alb-negru este difuzată pe Turner Classic Movies.

## Alte versiuni
The Cat and the Canary a fost adaptat pentru marele ecran de încă cinci ori. Primele versiuni „vorbite” au fost The Cat Creeps a lui Rupert Julian și La Voluntad del muerto (Testamentul mortului), regizat de  George Melford și Enrique Tovar Ávalos; ambele au fost produse și distribuite de Universal Pictures în 1930. Deși primele filme cu sunet produse de Universal, niciunul nu s-a dovedit a fi la fel de popular ca prima variantă; în prezent, ambele sunt considerate filme pierdute.
Printre alte adaptări ale filmului se numără Katten och kanariefågeln (film de televiziune suedez din 1961 regizat de Jan Molander) sau The Cat and the Canary (film britanic din 1979 regizat de Radley Metzger).